# Liudmila Álamo
Liudmila Álamo Dueñas (* 4. März 1974 in Cienfuegos) ist eine kubanische Politikerin.

## Biografie
Nach der Schulausbildung studierte sie Chemie an der Universidad de Cienfuegos und schloss dieses Studium 1997 mit einem Lizenziat mit Auszeichnung ("Título de Oro") ab. Anschließend erwarb sie im Rahmen eines Postgraduiertenstudiums einen Master in Erziehungswissenschaften. Im Anschluss war sie bei der Studentenorganisation Federación Estudiantil de la Enseñanza Media (FEEM) beschäftigt und dort zunächst für die Organisation im Nationalsekretariat verantwortlich und später Vizepräsidentin dieses der Kommunistischen Partei unterstellten Verbands der Schüler der Sekundarstufe.
Seit 1998 war sie hauptberuflich als Funktionärin des Kommunistischen Jugendbundes (Unión de Jóvenes Comunistas) tätig. Zunächst war sie Präsidentin der Pionierorganisation José Martí (Organización de Pioneros José Martí) in der Provinz Cienfuegos und danach von 2005 bis 2008 Erste Sekretärin der Unión de Jóvenes Comunistas (UJC) in dieser Provinz. Im September 2008 wurde sie zunächst Zweite Sekretärin des Nationalkomitees der UJC.
Im Oktober 2009 folgte sie schließlich Julio Martínez Ramírez als Erste Sekretärin des Nationalkomitees der UJC und stand damit einer der Massenorganisationen der Kommunistischen Partei Kubas (PCC) mit rund 800.000 Mitgliedern vor. Im September 2012 wurde sie vom Plenum der Nationalkomitees der UJC unter Anwesenheit des kubanischen Vizepräsidenten José Ramón Machado Ventura von ihrem Posten abgelöst und durch Yuniasky Crespo ersetzt, die zuvor die UJC der Provinz Las Tunas geleitet hatte. Nach offiziellen Medienberichten sollten Álamo andere Verantwortungsbereiche übertragen werden.
Álamo war Abgeordnete der kubanischen Nationalversammlung (Asamblea Nacional del Poder Popular), wurde jedoch für die Stimmabgabe im Februar 2013 nicht erneut nominiert. Bei der Plenarsitzung des Zentralkomitees der PCC im Juli 2013 wurde ihr Ausscheiden aus diesem Führungsgremium der Partei beschlossen.